# Olveston

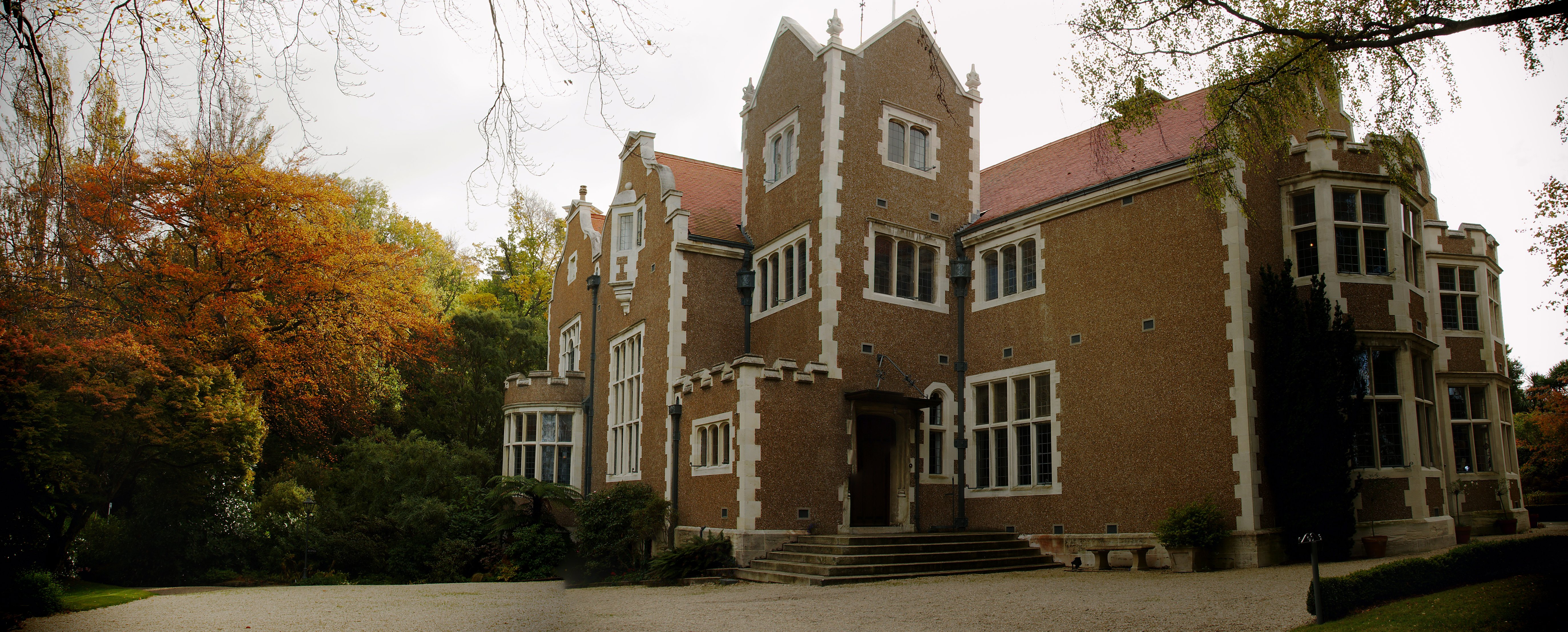
A entrada principal de Olveston e os jardins.

Olveston é uma casa histórica em Dunedin, Nova Zelândia. Foi construída entre 1904 e 1906 para um comerciante rico, David Theomin, que tinha emigrado de uma aldeia no Gloucestershire, de nome Olveston.
Construída em estilo jacobino, foi desenhada por Sir Ernest George. Foi equipada com todas as conveniências avaliáveis no século XX, como aquecimento central, um elevador, misturadora, torradeira, etc.
Os Theomins eram coleccionadores de arte, cerâmica e mobília. Adquiriram importantes peças japonesas e trabalhos por W. M. Hodgkins, Frances Hodgkins, Alfred Henry O'Keeffe e Frank Brangwyn.
A casa e o seu conteúdo foram deixados à cidade de Dunedin no testamento de Dorothy Theomin, filha de David Theomin, em 1966, e aberta ao público no ano seguinte. A casa é um registo da sumptuosa vida da era eduardiana na Nova Zelândia.